# Bypass-Nunatak
Der Bypass-Nunatak ist ein 1228,7 m hoher Nunatak im ostantarktischen Mac-Robertson-Land. In der David Range der Framnes Mountains ragt er 3,5 km südlich des Tritoppen auf.
Norwegische Kartografen, die ihn als Steinen (norwegisch für Stein) benannten, kartierten ihn anhand von Luftaufnahmen, die bei der Lars-Christensen-Expedition 1936/37 entstanden. Teilnehmer einer Kampagne der Australian National Antarctic Research Expeditions im Jahr 1958 benannten ihn um. Namensgebend war der Umstand, dass der Nunatak einer Gruppe von Seismologen als Orientierungspunkt für die Umgehung eines mit Gletscherspalten durchzogenen Gebiets südwestlich dieses Nunatak diente.